# 汪必東
汪必東（1474年—？），字希曾，湖廣武昌府崇陽縣人，明朝政治人物。

## 生平
湖廣鄉試第三十二名。正德六年（1511年）辛未科二甲第一百零三名進士，累官禮部祠祭司郎中。嘉靖三年（1524年）參與左順門哭諫，被廷杖。出爲驻广西南宁左参议，累官云南右参政。

## 著作
著有《南雋文集》、《易問大㫖》。有《登岳阳楼书怀》诗。

## 事跡
正德年间汪必东任户部主事期間，在天津户部分司建設衙署庭园——浣俗亭，是天津最早见于史载古代园林。

## 家族
曾祖父汪志美；祖父汪銘；父親汪震龍。母李氏。具庆下。